# Danske Gymnasier
Danske Gymnasier er en dansk forening for de almene gymnasier (STX) og 2–årige HF-kurser, som rådgiver gymnasierne og varetager sektorens uddannelsespolitiske interesser. Foreningen bygger på den tidligere Gymnasieskolernes Rektorforening. Foreningens nuværende navn og formål blev vedtaget i 2014. Foreningen ledes af en bestyrelse som består af 11 medlemmer. En formand, to næstformand valgt på den årlige generalforsamling for en periode på to år. Derudover regionsvalgte rektorer fra regionerne i Danmark, valgt for to år af rektorerne i regionen.

## Formænd
- 2013-2017: Anne-Birgitte Rasmussen (valgt som formand for Gymnasieskolernes Rektorforening i 2013)[3]
- 2017-2021: Birgitte Vedersøe[4]
- 2021-2024: Henrik Nevers[5]
- 2024-nu: Maja Bødtcher-Hansen[6]